# راندي وليامز
راندي وليامز (بالإنجليزية: Randy Williams) هو لاعب كرة قاعدة أمريكي، ولد في 18 سبتمبر 1975 في هارلينغن في الولايات المتحدة.

## وصلات خارجية
- راندي وليامز على موقع دوري كرة القاعدة الرئيسي (الإنجليزية)
- راندي وليامز على موقع الدوري الياباني لكرة القاعدة (الإنجليزية)
- راندي وليامز على موقعبيزبول رفرنس.كوم (الدوري الرئيسي) (الإنجليزية)
- راندي وليامز على موقعبيزبول رفرنس.كوم (الدوري الثانوي) (الإنجليزية)
- راندي وليامز على موقع إي إس بي إن.كوم (أم.أل.بي) (الإنجليزية)
- راندي وليامز على موقع مشجعي الرسوم البيانية (الإنجليزية)